# Chris Gardner
Christopher Paul Gardner (født 9. februar 1954 i Milwaukee, Wisconsin), er en amerikansk iværksætter og motivationstaler. Gardner voksede op under vanskelige forhold og har opbygget sin rigdom fra bunden.
Han udgav i 2006 sin selvbiografi Jagten på lykken som samme år filmatiseredes med Will Smith i hovedrollen.